# Le Veau blanc
Le Veau blanc – ou simplement Le Veau – est un tableau réalisé par le peintre français Gustave Courbet en 1873 à Chassagne-Saint-Denis, dans le Doubs. Cette huile sur toile est une peinture animalière qui représente un veau de race montbéliarde regardant vers le spectateur. Don de Jean Betoulle-Beaubatie en octobre 2019, l'œuvre est conservée au musée Courbet, à Ornans.
Une autre version qui montre un ruisseau devant le jeune bovidé a été vendue en 2007 chez Sotheby's et appartient désormais à la collection particulière de l'artiste américain Jeff Koons.

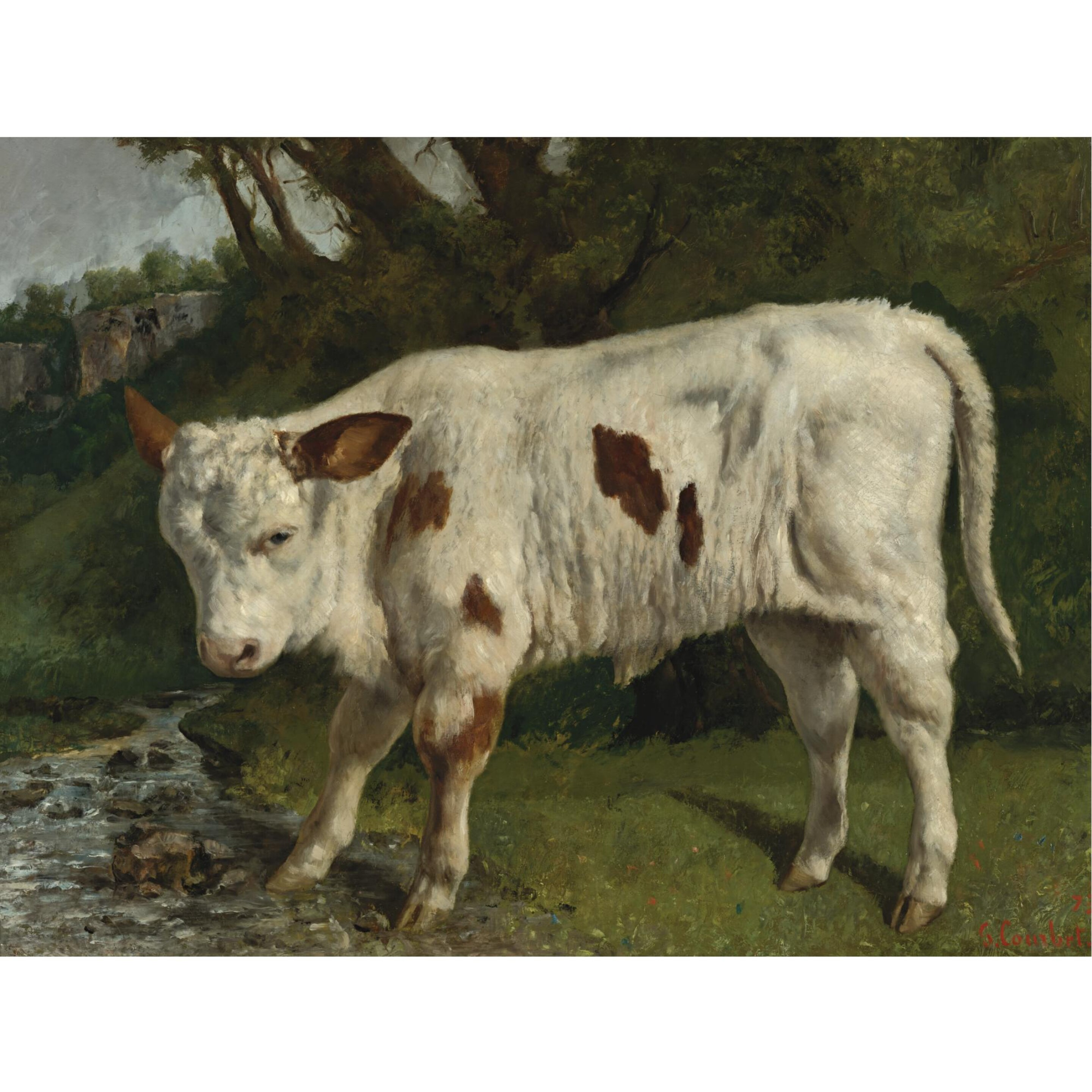
Le Veau blanc, collection privée.